# ブラシノステロイド

ブラシノリド（ブラシノステロイドの一種）の構造式

ブラシノステロイド (英: brassinosteroid, BR) は、植物ホルモンの一種。ステロイド骨格をもつ化合物の一群である。植物体全身の伸長成長、細胞分裂と増殖、種子の発芽などを促進する。またストレス耐性を誘導するが、これらの作用のほとんどは他の植物ホルモンと関連してはたらくものが多い。
1979年のブラシノリドの単離以後、70種類以上のブラシノステロイド類縁体が植物から単離されている。1997年に、細胞膜上のブラシノステロイド受容体としてBRI1 (BRASSINOSTEROID INSENSITIVE 1) が同定されている。

## 発見の歴史
- 1970年にミッチェル (Mitchell) らはセイヨウアブラナ (Brassica napus) の花粉の抽出物にインゲンマメ幼体の成長促進作用があることを見出した[8]。
- 1968年、丸茂らはイスノキの虫こぶや葉にはイネの葉を屈曲させる活性があることを見出し、原因物質として3種類の成分を分離した[9]。当時の精製技術、機器の性能では構造決定は出来なかったものの、後にこれらの成分はブラシノライド同族体の混合物であることが確認された[10]。
- 1979年、Groveらによってセイヨウアブラナの花粉40キログラムから活性物質として2ミリグラムのブラシノリド (brassinolide) が単離された[2]。
- 1982年、クリの虫こぶから、ブラシノステロイド類縁体のカスタステロン（castasterone、クリの学名 Castanea crenata に由来）が単離され[11]、それに続いて多数の類縁体が単離された。
- 1996年頃に生合成経路や遺伝子の欠損株が発見された。

## 植物体内での合成・分布
ブラシノステロイドはステロールから合成される。植物ではステロールはメバロン酸からスクワレン、スクワレンオキシド、シクロアルテノールの順に合成され、このシクロアルテノールからさらに植物の主要なステロールであるシトステロール、カンペステロールおよびスチグマステロールが合成される。ブラシノライドはこのうち主にカンペステロールから合成される。カンペステロールは4段階の反応後に 5α-カンペスタノールに変換され、さらにカスタステロンまで変換されるが、この時B環のC6位の酸化が最初の反応で起きるか最後の反応で起きるかの2つの反応経路が存在する。このようにして合成されたカスタステロンが酸化されることでブラシノライドが合成される。
ブラシノステロイドは蘚苔類、藻類を含む数々の植物で確認されているものの糸状菌や細菌では発見されていない。ブラシノステロイドが植物体内のどの部分で生合成されているかは実験的に証明されていない。広く受け入れられている仮説の一つは、全ての組織がブラシノステロイドを生産している、というものである。植物体内での分布は他の植物ホルモンと同様に花粉や種子に多いがそれ以外のほとんど全ての部位にも存在している。葉に処理した場合の移動がなく、局所的に突然変異を起こした欠損株では正常部位と変異部位が混在することから、組織から組織への移動はせずに合成部位の近くではたらいているとされる。しかしその一方で根から吸収させた場合茎頂に向かって移動することが確認されており、ブラシノステロイドの移動に関しては研究課題が残っている。ブラシノステロイドは細胞膜に可溶であるが、細胞膜上で認識される。

## 効果
ブラシノステロイドの生理作用はブラシノライド発見以前から盛んに研究されていた。現在では40以上のブラシノステロイドが発見されており、このうちもっとも強い活性を持っているのがブラシノライドである。伸長成長、細胞分裂、分化などの正の成長調節作用、耐ストレス作用があるが、植物にとって良好な環境下ではこのような作用は不明瞭且つ不安定であり、むしろ不良環境下や成長中の若い組織で顕著に現れる。また、他の植物ホルモンと類似した効果を示すことが多く、オーキシンやサイトカイニンと協奏的にはたらくことが多い。
具体的な作用を以下に示す。
- 伸長成長促進[13]
  - 茎 — 単子葉植物では胚軸、子葉鞘を伸長させ、双子葉植物では胚軸、節間、花柄を伸長させる。ブラシノステロイド欠損株ではこれらの組織が太く短く変異する。オーキシン、ジベレリンとそれぞれ相乗効果を示すものの、独立してはたらいているとされる[14]。
  - 葉 — 葉身、葉柄ともに成長を促進する。イネでは葉の屈曲を引き起こし、一方では葉鞘からで出たばかりの葉身の展開を促進する。このことから葉の特定の細胞の成長を促進することで葉特有の形態形成を引き起こしていると考えられている。
  - 根 — 低濃度で根の成長、屈地性を促進するが高い濃度では阻害する。
- 細胞分裂促進 — 細胞伸長と同時に細胞分裂も促進する。この作用はオーキシンやサイトカイニンの存在下で増強される。その一方でニンジンやタバコでは細胞伸長を促進するが分裂は阻害するなどの例外がある。
- 分化促進[15] — 葉肉細胞から道管、仮道管への分化を促進する。分化の前期ではオーキシン、サイトカイニンが作用し脱分化が起こり、続いてブラシノステロイドによって細胞死の促進が起こり、最終的に空洞の道管細胞が出来る。
- エチレン合成促進 — エチレン生合成経路において重要なACC合成遺伝子を活性化させることによりエチレン合成を促進する。
- 発芽促進 — 種子の発芽率を上昇させるが、この作用はアブシジン酸のもつ発芽阻害と拮抗していると考えられている。また、光による発芽阻害も解除する。
- ストレス耐性付加[13] — 病害、塩、温度、金属[16][17] など様々な生物的および非生物的環境ストレスへの耐性を付加する。ブラシノステロイドはエチレンやジャスモン酸の生合成に関する酵素の発現にも関与しているため、ストレス耐性にはこれらの「ストレスホルモン」が関与している可能性がある。
- その他の作用 — 花粉管の伸長を促進する[18]、暗所で発芽した幼体の形態形成（欠損株では明所で発芽したように子葉が拡大し、第一葉芽も形成される）などの作用がある。培養細胞の老化の促進[13]; ブラシノステロイド欠損株の老化が遅れることから、この作用は生体と関連していると考えられる。